# 한국진보연대
한국진보연대(韓國進步連帶, The Korea Alliance For Progressive Movement, 약칭 KAPM)는 2007년 9월 16일 창립된 대한민국의 시민단체이다. 2007년 대한민국 대통령 선거를 앞두고 민주주의민족통일전국연합(이하 전국연합)의 발전적 해체로 창립되었으며, 진보연대로 줄여 부르기도 한다. 한미 FTA 저지, 비정규직 폐지, 평화협정 체결과 주한미군 철수, 국가보안법 폐지 등 4대 과제를 내걸고 창립하였으며, 주소는 서울시 서대문구 충정로2가 경기대로 82 광산빌딩 701층이다. 정파적으로는 NL 운동권 계열에 속한다.

## 조직
노동자·농민·하층 시민·청년·학생 등 계급 계층별 대중 조직들과 진보 정당이 결집한 진보 민중 운동 진영의 단일 연합체로, 출범일을 기준으로 전국농민회총연맹(전농), 전국빈민연합(전빈련), 한국청년연대(한청), 한국대학총학생회연합(한총련)·21세기한국대학생연합(한대련) 등 계급계층별 대중조직과 민주노동당 등 부문, 지역단체를 포함한 총 39개 단체로 조직되었다. 상임대표 이강실, 공동대표 한충목, 박석운, 상임고문 한상렬, 오종렬 등이 참여했다.

## 강령
1. 제국주의적 지배 정책 반대, 나라의 자주권 쟁취
2. 신자유주의 세계화 정책 폐지
3. 민중의 생존권 및 기본권 지키기
4. 민중 복지를 확대하고 사회적 공공성을 강화하여 인간다운 삶과 사회적 평등 실현
5. 반민주적 제도와 악법 폐지로 참다운 민주주의 실현
6. 제국주의 침략 전쟁 반대, 한반도와 세계 평화 실현
7. 성차별 폐지, 성평등 실현
8. 환경 파괴 정책 반대, 자연 친화적 대안 사회 건설
9. 6·15 남북 공동선언 이행, 자주적 평화통일 실현
10. 세계 진보 세력과 연대 강화

## 주요 활동
- 2008년 5월 ~ 8월 미국산 쇠고기 수입 반대 투쟁(2008년 대한민국의 촛불 시위) 참가
- 2012년 제주 해군기지 건설 저지 집회 참가
- 2012년 한미 자유 무역 협정(한미 FTA) 저지 촛불집회 참가
- 2012년 국무총리실의 민간인 사찰 사건 진상 규명 운동 참가
- 2017년 민중연합당 김선동 후보 선거대책위원회 참가

## 같이 보기
- 조국통일범민족연합
- 조국통일범민족청년학생연합
- 민주헌법쟁취국민운동본부
- 민주주의민족통일전국연합
- 한상렬